# Luis von Ahn

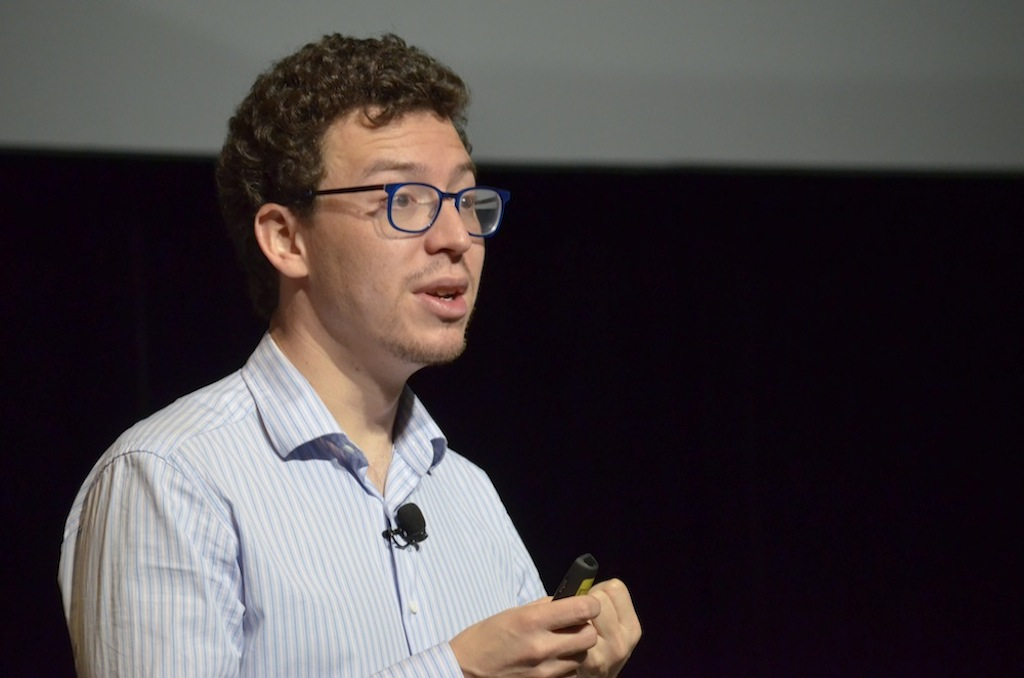
Luis von Ahn (2015)

Luis von Ahn (ur. 19 sierpnia 1979 w Gwatemali) – gwatemalski inżynier informatyk i wynalazca, twórca firm i systemów Duolingo, CAPTCHA i reCAPTCHA.
Dorastał w rodzinnym mieście. Początkowo studiował matematykę, ale szybko przeniósł się na informatykę. Studia na Duke University ukończył w 2000 r. i podjął pracę nad doktoratem na Carnegie Mellon University. W tym okresie opracował system CAPTCHA, który miał uniemożliwiać botom dostęp do stron internetowych. Wkrótce potem opracował ulepszony system reCAPTCHA.